# World Design Capital
World Design Capital är ett initiativ för att premiera städer som är effektiva i att utnyttja design. Programmet väljer vartannat år ut en stad som utnyttjar design som ett verktyg för att förbättra det sociala, kulturella och ekonomiska stadslivet, där staden sedan har ett årslångt program av designrelaterade aktiviteter. Initiativet World Design Capital syftar till att maximera möjligheter som uppkommer till följd av vetenskapligt designsamarbete.
International Council of Societies of Industrial Design är den organisation som grundat konceptet World Design Capital och även leder programmet till stor del.
World Design Capital syftar till att: 
- Uppmärksamma innovativa städer som använder design som ett effektivt verktyg för social, kulturell, miljömässig och ekonomisk utveckling
- Visa upp en utsedd stad och dess insatser internationellt
- Främja global förståelse för design som ett ekonomiskt utvecklingsverktyg
- Skapa ett internationellt nätverk där städer och kommuner kan dela med sig av innovativa designprogram och strategier
- Presentera internationella exempel för att förbättra ekonomisk tillväxt, innovation, allmän säkerhet, livskvalitet och socialt samspel
- Främja framstående utbildning och forskning inom designområdet [1]

International Council of Societies of Industrial Design är en organisation som både skyddar och främjar intressen inom design. Organisationen grundades år 1957 med medlemmar från mer än 50 länder.

## Ansökan att bli en World Design Capital
Processen börjar med en ansökan. De städer som ansöker om World Design Capital måste uppvisa tydliga syften och mål för året samt göra en plan där de redovisar för hur staden bidrar till design från sociala, ekonomiska och kulturella synvinklar.
Det finns vissa övriga krav på de ansökande städerna. De skall ha en betydande kulturell- och affärsinfrastruktur, välutvecklade och kreativa industrier eller designprogram, framgångsrika designprojekt på hög nivå, administrativa tjänster och förmågan att hantera internationell marknadsföring både verksamhetsmässigt och ekonomiskt. Genom att bli World Design Capital ingår den utsedda staden ett avtal med International Council of Societies of Industrial Design om planeringen och administrationen av programmet.

## World Design Capitals
Den 30 september 2005 valdes Turin till den första staden att bära titeln World Design Capital och utsågs därmed till pilotstaden för hela projektet. Turin var World Design Capital år 2008. Den andra staden som fick bära World Design Capital titeln var Seoul år 2010. År 2012 var det Helsingfors och år 2014 var det Kapstaden. År 2016 var Taipei World Design Capital och år 2018 är det Mexico City.